# Abdel Meguid Kassem
Abdel Meguid Kassem (arabisch عبدالمجيد قاسم) (* 25. Juni 1967) ist ein ägyptischer Gastroenterologe und Professor für endemische Krankheiten an der Universität Kairo.

## Leben
Kassem besuchte die Deutsche Evangelische Oberschule Kairo. Nach seinem Studium praktizierte er in Ägypten und Deutschland. In Deutschland forschte er an der TU München. Seine Erfahrungen in der medizinischen Versorgung und Lehre konnte er in anderen afrikanischen Ländern vermitteln. Er betreut medizinische Projekte in Tansania, Nigeria, Sudan, Tunesien und Marokko. Sein internationales Netzwerk nutzte er für die Förderung medizinischer Versorgung, Lehre und Forschung in Afrika. Seit 2006 leitet er die Fachzeitschrift Arab Journal of Gastroenterology. Abdel Meguid Kassem strukturierte die Zeitschrift um und führte internationale Standards ein, so dass die Zeitschrift 2015 in Thomson Reuters gelistet wurde. Sie ist zurzeit die einzige medizinische Fachzeitschrift aus Ägypten, die einen Impact Factor besitzt; sie erscheint im Elsevier-Verlag.
Kassem ist Mitglied verschiedener nationaler und internationaler Fachgesellschaften und Organisationen. Er ist Schriftführer des „Medical Research Council“ der ägyptischen Akademie für Wissenschaft und Technologie, Mitglied des „Technical Office“ der Universität Kairo. An der Universitätsklinik Kairo leitete er die gastroenterologische Endoskopie bis 2019. Von 2019 bis 2023 leitete er das Learning Resources Center (LRC) der Universität Kairo, ein Zentrum für Ausbildung und Training von Medizinstudenten und jüngeren Ärzten. Seit September 2023 ist Kassem Vize-Dekan der Medizin für postgraduierte Studenten und für Forschung an der Universität Kairo.
Kassem wirkt in verschiedenen Projekten des Deutschen Akademischen Austauschdienstes (DAAD) und des deutschen Bundesministeriums für Bildung und Forschung (BMBF) mit.

## Auszeichnungen
2013 wurde Kassem mit dem Silbernen Ehrenzeichen für Verdienste um die Republik Österreich ausgezeichnet. 2015 erhielt er das Bundesverdienstkreuz. Als Alumnus der Technischen Universität München erhielt er 2013 den Preis des Deutschen Wissenschaftszentrums in Kairo.